# Viorel Iordachescu

## Biografie
Viorel Iordachescu (n. 20 aprilie 1977, Chișinău, RSS Moldovenească) Mare Maestru Internațional la Șah din Republica Moldova, membru al Lotului Olimpic al Republicii Moldova, antrenor Senior FIDE, comentator, Președinte al Academiei Naționale de Șah din Moldova, om politic.

## Copilărie
Viorel Iordachescu s-a născut la 20 aprilie 1977, în orașul Chișinău, în familia lui Ilie și Elena Iordachescu. La 6 ani, vecinul său, Alexandr Șoșev, îl învață regulile jocului de șah care, treptat, se va transforma în pasiune, iar mai apoi - în activitatea vieții sale. Mama tânărului jucător a observat interesul fiului ei față de șah și l-a înscris la Școala de Șah Nr.7 din Chișinău, unde Viorel l-a cunoscut pe Valerian Vasiloi - antrenor excepțional, care știa să descopere și să crească tinere talente. Cu sprijinul mamei, care era mereu alături, ghidat de primul său dascăl Valerian Vasiloi, tânărul Viorel, la vârsta de 7 ani, se înscrie în primele lui turnee. Pe parcursul primului an a reușit să obțină toate categoriile sportive de la a IV-a până la categoria I. La 12 ani devine candidat în Maestru.

## Adolescență
De la vârsta de 12 până la 14 ani Viorel este antrenat de către Maestrul Internațional Ștefan Solonar și Maestrul FIDE Bogdan Pavlenco.                                La 15 ani Viorel începe colaborarea cu reputatul antrenor, teoretician și pedagog, Veaceslav Cebanenco, supranumit „patriarhul șahului moldovenesc”.       În perioada de la 7 la 18 ani Viorel câștigă multiple titluri de campion al Moldovei la juniori. 

## Studii
Viorel și-a început studiile la Școala Nr. 57 din Chișinău, actualmente Liceul Teoretic „Traian”. Își continuă studiile la Liceul Teoretic „Mihai Eminescu” din Chișinău. În 2002 absolvă Universitatea de Stat din Moldova, Facultatea de Jurnalism și Științe ale Comunicării, iar în 2014 - Universitatea de Stat de Educație Fizică și Sport. 

## Viața personală
Pe data de 5 august 2000 Viorel se căsătorește cu Svetlana Zubac, colegă de facultate, profesoară. Împreună au două fiice, Julietta și Angelina.

## Cariera șahistică
Pe parcursul carierei sale șahistice, Viorel Iordachescu a reprezentat Republica Moldova la numeroase turnee, Olimpiade, campionate Europene și Mondiale. După succesele obținute în Dresda în 1996, Șeki în 1998 și Călimănești în 1999, i se conferă titlul de Mare Maestru Internațional la Șah. În anul 2000 participă la turneul zonal din Minsk împreună cu alți cei mai puternici șahiști  din Moldova, Belarus și Azerbaidjan, se clasifică pe locul doi și se califică la Campionatul Mondial. Tot atunci îl cunoaște pe tânărul șahist Vugar Gașimov din Azerbaidjan. Această întâlnire va pune bazele unei colaborări fructuoase și durabile dintre cei doi. Viorel îl antrenează pe Vugar din 2008 – 2012. În această perioadă Vugar Gașimov a câștigat mai multe turnee de elită,  clasându-se în top 10 mondial. După decesul lui Vugar Gashimov în 2014, care suferea de o boală gravă, Viorel participă la memorialele „Vugar Gashimov” în calitate de invitat de onoare și comentator.
La Campionatul Mondial din New Dehli în anul 2000, Viorel obține victorie în runda întâi cu italianul Michele Godena, însă în runda a doua îi cedează lui Serghei Movsesian la tie-break.
În 2005 câștigă turneul din Vlissingen.
În 2006 devine câștigătorul turneului Reggio Emilia.
În 2009 se clasează pe locul 2 la Moscow Open. În același an câștigă Campionatul Bavariei.
În 2010 participă la Dubai Open unde împarte locul 1.
În 2012 se clasează pe locul 1 la Nakhchivan Open.
Viorel Iordachescu este deținător al titlului de multiplu Campion al Republicii Moldova și membru activ al lotului olimpic. Cel mai bun rezultat al echipei masculine a fost înregistrat la Olimpiada de Șah din Torino în 2006.

## Turnee notorii
Reggio Emilia (2007)
Dubai Open (2010)
London Chess Classic Open (2013)
European Championship (2003)
Isle of Man Masters (2007)
Goodricke Open (2000)
Khanty-Mansiysk Olympiad (2010)
Gibraltar Masters (2011)
European Championship (2014)
European Championship (2011)
European Championship (2001)
European Championship (2007)
European Championship (2013)
Baku Olympiad (2016)
Istanbul Olympiad (2012)

## Olimpiade
Viorel Iordachescu a reprezentat Republica Moldova la Olimpiadele de Șah din anii 1994, 1996, 1998, 2002, 2004, 2006, 2008, 2010, 2012, 2016 și 2018.

## Academia Națională de Șah din Moldova
Viorel Iordachescu este cunoscut pentru aportul său considerabil în promovarea șahului în Republica Moldova. În 2010 devine Președinte al Academiei Naționale de Șah din Moldova. Împreună cu partenerul său, Ion Gîrneț, implementează proiectul „Șahul Unește”,  lansează platforma interactivă de predare a șahului, elaborată de Fundația Kasparov, participă la elaborarea curriculumului „Șahul” sub egida Ministerului Educației, organizează turnee și cursuri de perfecționare pentru profesorii de șah. După ani de muncă asiduă și dedicație, șahul a devenit o disciplină predată în unele școli din Chișinău, iar Academia Națională de Șah din Moldova continuă să promoveze activ jocul de șah pentru o generație sănătoasă cu un viitor prosper. În 2021 Viorel Iordachescu a fost decorat cu ,,Ordinul Republicii" pentru inițiativă civică, succese remarcabile și promovarea imaginii Republicii Moldova în lume.

## Cariera de antrenor
Pe tot parcursul carierei sale șahistice, Viorel Iordachescu a reușit să îmbine cu succes activitatea de jucător cu cea de antrenor. În anul 2015 obține titlul superior de FIDE Senior Trainer. Din 2016 activează în calitate de antrenor în cluburile de șah din Emiratele Arabe Unite. În 2017, eleva lui Viorel Iordachescu, Rouda Al Serkal, obține titlul de Campioană Mondială, pentru prima dată în istoria șahului din Emiratele Arabe Unite. Cu un an mai târziu, tânăra șahistă obține cel de-al doilea titlu de Campioană Mondială.

### Discipolii lui Viorel Iordachescu. Rezultate și realizări în perioada colaborării.
·      Salem Al Saleh, Mare Maestru Internațional din Emiratele Arabe Unite
-        Se clasează în top 50 mondial
-        Campion al Țărilor Arabe
·       Rouda Al Serkal, Emiratele Arabe Unite
-        Campioană Mondială, fete sub 8 ani, 2017
-        Campioană Mondială între elevi, fete sub 9 ani, 2018
-        Locul 3 la Campionatul Mondial între elevi, fete sub 7 ani, 2016
·      Omran Al Hosani, Emiratele Arabe Unite
-        Campion al Țărilor Arabe, băieți sub 20 de ani
-        Campion al Emiratelor Arabe Unite la șah clasic și rapid masculin
·      Sultan Al Zaabi, Emiratele Arabe Unite
-        Campion al Țărilor Arabe, băieți sub 18 ani
-        Campion al Emiratelor Arabe Unite, băieți sub 18 ani
·      Bogdan-Daniel Deac, Mare Maestru Internațional din România
-        În anul 2016, la vârsta de 15 ani, obține titlul de Mare Maestru Internațional
·      Cristina Moșin, Republica Moldova
-         Dublă Campioană Europeană la fete sub 14 ani
-        Vicecampioană Mondială la fete, 16 ani
·      Vugar Gashimov, Mare Maestru Internațional din Azerbaijan
-        În perioada 2008-2011 se clasează în top10 mondial (numărul 6 în anul 2009).
·      Axel Rombaldoni, Mare Maestru Internațional din Italia
-        Campion al Italiei
·      Denis Rombaldoni, Maestru Internațional din Italia
-        Campion al Italiei
·      Yuriy Kuzubov, Mare Maestru Internațional din Ucraina
- Campion al Ucrainei 2014
·      Dieter Nisipeanu, Mare Maestru Internațional din România
-         Campion European 2005
·      Alexander Motylev,  Mare Maestru Internațional din Rusia
-        Campion European 2014                                                          

## Activitatea politică
2019 - 2021 Prim Vice Președinte al partidului PUN (Partidul Unității Naționale) 

## Alte activități și evenimente mjore
Viorel Iordachescu cunoaște câteva limbi europene (română, rusă, engleză, franceză și italiană) și practică jurnalismul sportiv. Este deseori invitat la turnee în calitate de comentator și publică articole în surse de specialitate.

### Comentator
·      Shamkir Gashimov Memorial 2014 (limba engleză)                                        
·      Khanty–Mansiysk Grand Prix 2014 (limba engleză)                                             
·      Cap Aurora Open 2014 (limba română)                                                
·      Shamkir Gashimov Memorial 2015 (limba rusă)                                         
·      Abu Dhabi Festival 2016, 2017, 2018, 2019 (limba engleză)                                              
·      AIMAG, Turkmenistan, 2017 (limba engleză, limba rusă)                                              
·      Sharjah Masters 2018, 2019 (limba engleză)                                                      

#### Publicații
·      New in Chess (Netherlands, 2000)                                              
·      Chess Informant (Serbia, 1995- 2012)

## Onoruri
Conform decretului din 15 octombrie 2021, semnat de Președintele Republicii Moldova Maia Sandu, Viorel Iordachescu a fost decorat cu ,,Ordinul Republicii" „În semn de înaltă apreciere a meritelor deosebite față de stat, pentru contribuție substanțială la afirmarea intereselor și promovarea imaginii Republicii Moldova în lume, pentru succese profesionale remarcabile, pentru inițiativă civică și participare activă în avansarea reformelor, precum și cu prilejul aniversării a XXX-a de la proclamarea independenței Republicii Moldova...”
În 2019 Viorel Iordachescu este desemnat „Șahistul Anului”.  